# Estadio Paralimni
El Estadio Paralimni (en griego: Στάδιο Τάσος Μάρκου), conocido formalmente como Estadio Tasos Markou, es un estadio multiusos utilizado principalmente para partidos de fútbol ubicado en la ciudad de Paralimni en Chipre.

## Historia
Fue inaugurado en 1996 y cuenta con capacidad para 5800 espectadores, y ha sido sede de varios equipos de la ciudad, siendo actualmente la sede del Enosis Neon Paralimni, quien juega en el estadio desde 1996 y del AO Ayia Napa desde 2012. Su nombrees por el oficial militar Tasos Markou, quien fue asesiando durante la Invasión de Chipre de 1974.
La selección nacional de fútbol lo utilizó en la clasificación de UEFA para la Copa Mundial de Fútbol de 1998 en empate 1-1 ante Rusia.